# ゴリ (シダ・カルトリ州)
ゴリ（ジョージア語：გორი、英語: Gori）は、ジョージア西部の都市である。シダ・カルトリ州の首府がおかれている。ムツクヴァリ川とリアフヴィ川の二つの河川の合流点に位置している。ジョージアでは5番目に人口の多い都市である。
7世紀に建てられたゴリ要塞に見られるようにヘレニズムの頃からこの地に集落が存在しており、12世紀頃に町としての地位を確立した。ゴリは、中世の重要な軍事拠点であり、ジョージアの東西を結ぶ主要道路の途中に位置するため、戦略的な重要性を維持している。これまで何度か軍隊に侵略された歴史を持っており、2008年の南オセチア紛争では、ロシア空軍に占領された。
旧ソビエト連邦の指導者、ヨシフ・スターリンの出生地である。1883年までスターリンが住んでいた生家は、ゴリのヨシフ・スターリン博物館に展示されている。かつて市の中心街にスターリン像が残存していたが、2010年6月25日未明に撤去された。撤去は人目につかないよう隠密に行われ、マスコミによる取材も警察に阻止された。

## 地理
ゴリはジョージアの首都トビリシの西76km、リアフヴィ川がムトゥクワリ川（クラ川）に合流する地点に位置する。標高588m。首都・トビリシから延びる鉄道がゴリ駅で分岐する交通の要所となっている。

### 気候
気候は変化しやすく、適度な温暖から湿潤な気候の間を変化する。夏は暑く年間平均気温は10.9度、最低気温は-1.2度（1月）、最高気温は22.5度（8月）。5月によく雨が降り、1月と8月はそれほど降らない。
| ゴリの気候             | ゴリの気候  | ゴリの気候  | ゴリの気候  | ゴリの気候  | ゴリの気候  | ゴリの気候  | ゴリの気候  | ゴリの気候  | ゴリの気候  | ゴリの気候  | ゴリの気候  | ゴリの気候  | ゴリの気候    |
| 月                     | 1月         | 2月         | 3月         | 4月         | 5月         | 6月         | 7月         | 8月         | 9月         | 10月        | 11月        | 12月        | 年            |
| ---------------------- | ----------- | ----------- | ----------- | ----------- | ----------- | ----------- | ----------- | ----------- | ----------- | ----------- | ----------- | ----------- | ------------- |
| 平均最高気温 °C （°F） | 3.4 (38.1)  | 5.1 (41.2)  | 9.7 (49.5)  | 16.3 (61.3) | 21.6 (70.9) | 25.0 (77)   | 27.5 (81.5) | 27.6 (81.7) | 23.3 (73.9) | 17.6 (63.7) | 10.5 (50.9) | 5.4 (41.7)  | 16.08 (60.95) |
| 日平均気温 °C （°F）   | −1.0 (30.2) | 0.4 (32.7)  | 4.6 (40.3)  | 10.2 (50.4) | 15.3 (59.5) | 18.8 (65.8) | 21.4 (70.5) | 21.4 (70.5) | 17.1 (62.8) | 11.8 (53.2) | 5.8 (42.4)  | 1.1 (34)    | 10.57 (51.03) |
| 平均最低気温 °C （°F） | −5.4 (22.3) | −4.2 (24.4) | −0.5 (31.1) | 4.1 (39.4)  | 9.1 (48.4)  | 12.6 (54.7) | 15.4 (59.7) | 15.3 (59.5) | 11.0 (51.8) | 6.0 (42.8)  | 1.1 (34)    | −3.1 (26.4) | 5.12 (41.21)  |
| 降水量 mm （inch）     | 36 (1.42)   | 34 (1.34)   | 36 (1.42)   | 53 (2.09)   | 76 (2.99)   | 72 (2.83)   | 54 (2.13)   | 49 (1.93)   | 44 (1.73)   | 55 (2.17)   | 52 (2.05)   | 42 (1.65)   | 603 (23.75)   |
| 出典：Climate-data.org |             |             |             |             |             |             |             |             |             |             |             |             |               |

## 歴史
ゴリはジョージア語で丘を意味する「ゴラ」（გორა、gora）に由来し、町の名は付近に今も残るゴリ城砦に由来する。砦は7世紀ごろより史料で存在が確認される。考古学的調査により、紀元前3世紀から紀元前2世紀ごろにはあったと推定されている。
ダヴィト4世（在位1089年-1125年）によって町が建設された。
2008年の南オセチア紛争では、ロシア空軍による爆撃を受け死傷者が出ている。

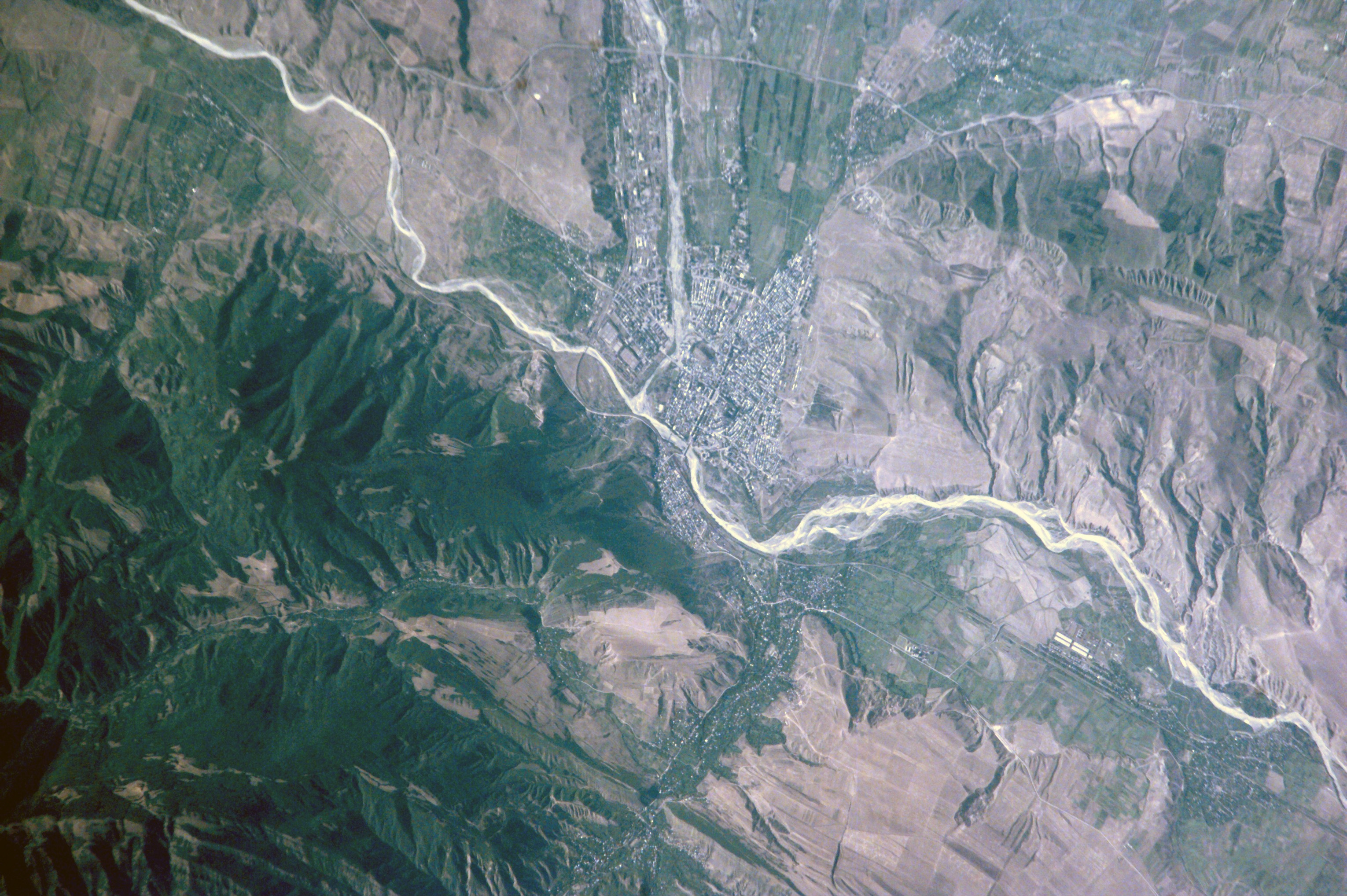
衛星写真（ISSより）
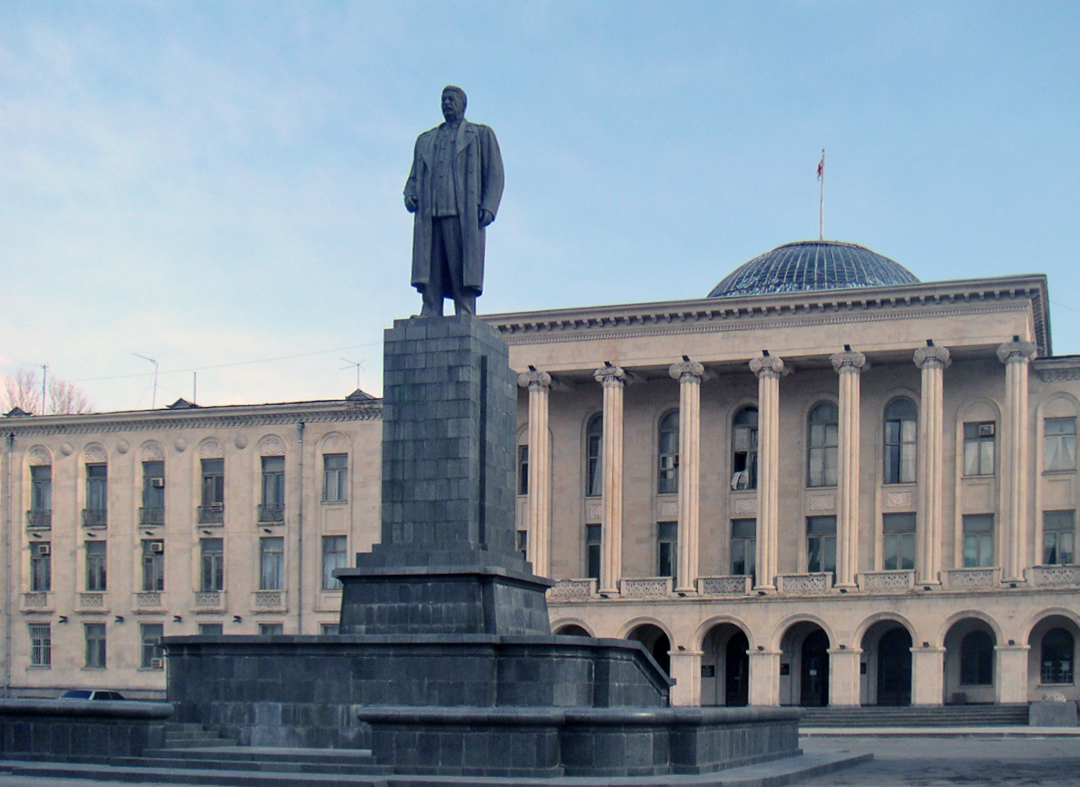
市庁舎とスターリン像（現存しない）
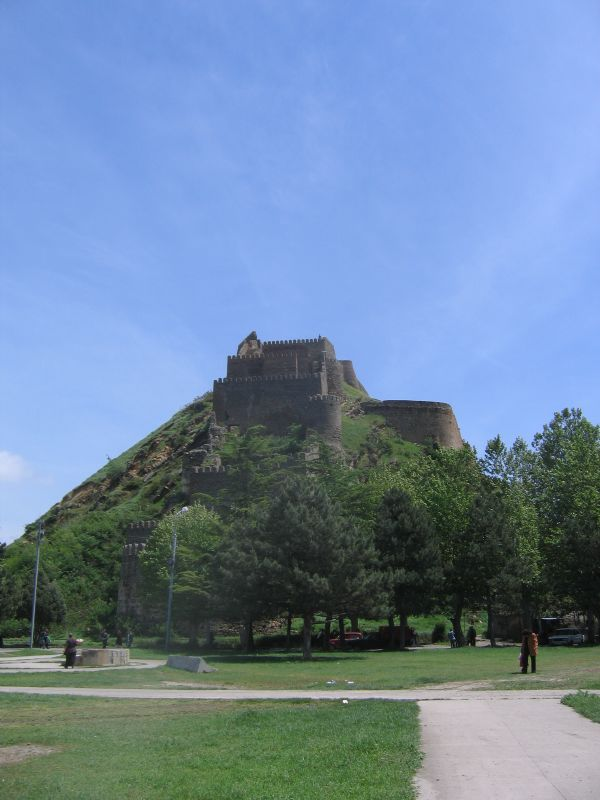
ゴリ城砦

## 観光
- ゴリ城砦
- ゴリ大聖堂
- ヨシフ・スターリン博物館

## 出身者
- ヨシフ・スターリン - ソビエト連邦指導者・政治家
- カモ - 革命家
- ヴァノ・ムラデリ - 作曲家
- アレクシ・マチャヴァリアニ - 作曲家
- アレクサンドル・ナディラゼ - 発明家
- エドヴァルド・ミルゾヤン - 作曲家
- スルハン・ツィンツァーゼ - 作曲家
- メラブ・ママルダシビリ - 哲学者
- ゲオルギ・テナーゼ - 柔道選手
- ラシャ・シャヴダトゥアシヴィリ - 柔道選手
- ゲノ・ペトリアシヴィリ - レスリング選手
- ヴラディメル・ヒンチェガシュヴィリ - レスリング選手